# Martha von Laffert
Martha von Laffert (* 4. Juli 1883 in Lennep; † 11. Juni 1966 in Leutesdorf) war eine deutsche Malerin.

## Leben
Martha Koenigs war die Tochter des Landrats Richard Koenigs. In ihrem Elternhaus kam sie mit Künstlern in Kontakt. 1903 heiratete sie den bayerischen Husarenoffizier von Lupin, der 1917 in Russland fiel.
Am 9. September 1918 zog Martha von Lupin mit ihren Kindern Wolff und Erika nach Leutesdorf. In ihrem Haus in der August-Bungert-Allee lebte sie bis zu ihrem Tod 1966. Am 4. April 1923 heiratete sie den Kaufmann Karl von Laffert-Woldeck vom Alkerhof bei Brohl.

## Malerin von Leutesdorf
Laffert ist bekannt für Aquarelle der Rheinlandschaft. Im Leutesdorfer Heimatjahrbuch 1964 wurde sie als die „Malerin von Leutesdorf“ bezeichnet. Motive wie das Zolltor von Leutesdorf oder die beiden Kirchen wiederholen sich mehrmals. Unzählige Aquarelle entstanden, die die alten Winzerhäuser und Gassen, die Stromlandschaft und die Weinberge zeigen.

## Rezeption
Laffert wurde vom Maler Hugo Weischet porträtiert. 
Gedenkausstellungen fanden in Leutesdorf 1991 zum 25. Todestag und 2016 zum 50. Todestag statt.